# 영암군 (1948년 선거구)
영암군은 대한민국의 옛 국회의원 선거구이다. 당시 전라남도 영암군 지역을 관할했다.

## 역사
제헌 국회의원 선거를 앞두고 영암군 전 지역을 관할하는 선거구로 신설되었다.
제6대 국회의원 선거를 앞두고 강진군 선거구와 통합되어 영암군·강진군 선거구를 이루게 됨에 따라 폐지되었다.

## 역대 국회의원
| 선거   | 정당 | 정당       | 의원   |
| ------ | ---- | ---------- | ------ |
| 1948년 |      | 한국민주당 | 김준연 |
| 1950년 |      | 대한국민당 | 류인곤 |
| 1954년 |      | 민주국민당 | 김준연 |
| 1958년 |      | 통일당     | 김준연 |
| 1960년 |      | 통일당     | 김준연 |

## 역대 선거 결과

### 대한민국 제헌 국회의원 선거
| 대한민국 제헌 국회의원 선거전라남도 영암군 |        |            |        |        |      |      |  |
|                                            |        |            |        |        |      |      |  |
| 후보                                       | 후보   | 정당       | 득표   | 득표율 | 당락 | 비고 |  |
|                                            | 김준연 | 한국민주당 | 무투표 | 무투표 | 당선 |      |  |
| 합계                                       | 합계   | 합계       | 0표    |        |      |      |  |

### 대한민국 제2대 국회의원 선거
|  | 42.12% |

|  | 37.95% |

|  | 17.84% |

|  | 2.08% |

### 대한민국 제3대 국회의원 선거
|  | 53.07% |

|  | 26.66% |

|  | 12.48% |

|  | 7.76% |

### 대한민국 제4대 국회의원 선거
|  | 51.99% |

|  | 42.65% |

|  | 5.34% |

### 대한민국 제5대 국회의원 선거
|  | 33.56% |

|  | 18.10% |

|  | 13.36% |

|  | 12.98% |

|  | 12.96% |

|  | 9.01% |